# Partido Revolucionário Cubano (1892)
O Partido Revolucionário Cubano (em castelhano:  Partido Revolucionario Cubano, PRC) foi uma organização política criada pelo intelectual cubano José Martí em 10 de abril de 1892 com o objetivo de organizar a independência de Cuba e, tanto quanto possível, Porto Rico, as duas últimas províncias ultramarinas da Espanha na América.

## Concepção e Criação
José Martí defendeu incansavelmente fazer acontecer a "hora da segunda independência" e, assim, impedir a expansão dos Estados Unidos em terras da América Latina. Em sua estratégia continental, a libertação de Cuba e Porto Rico foi um primeiro passo que decidiria o destino do continente. Martí, a partir de 1891, dedicaria todas as suas energias à criação de uma instituição de novo tipo, estruturando uma unidade revolucionária forte e sólida, única na história da América Latina: o Partido Revolucionário Cubano, um partido pela independência. No final de 1891, Martí expressara, em conversas e discursos aos exilados cubanos, a ideia de criar um grupo que se organizasse e servisse como veículo ideal para a preparação de uma futura revolução.
Martí concebeu a libertação nacional de Cuba com base ideológica na vertente mais radical, democrática e igualitária do liberalismo da época, com o desejo de introduzir um regime que garantisse igualdade racial e de gênero e liberdades civis para todos. O partido também manteve laços com liberais radicais porto-riquenhos como Ramón Emeterio Betances.
Em 3 de janeiro de 1892, no San Carlos Club, em Cayo Hueso (Key West), José Martí deu a conhecer a José Francisco Lamadrid, José Dolores Poyo Estenoz e ao coronel Fernando Figueredo Socarrás, sua ideia de fundar o Partido Revolucionário Cubano (PRC), também conhecido como Partido Revolucionário Cubano-Porto-Riquenho. A partir de 4 de janeiro de 1892, um processo de estudo e aprovação das Bases Secretas e Estatutos começou pela emigração de Key West, Tampa e Nova York. Cada grupo existente na emigração, ou cada grupo de cubanos que queria formar um clube, analisou o documento, sugeriu o que considerava apropriado e, uma vez aprovados, a aceitação foi comunicada ao órgão supremo em Nova York.